# 734 guitars
734 guitars (zapis stylizowany: 734 Guitars) – trzeci album studyjny polskiego rapera Zeamsone. Wydawnictwo ukazało się 6 listopada 2020 wydaniem własnym w dystrybucji My Music.
Album jest utrzymany w stylu muzyki hip-hop. Składa się z wersji standardowej (1 CD).
Płyta dotarła do 5. miejsca polskiej listy sprzedaży – OLiS.

## Lista utworów
Opracowano na podstawie materiału źródłowego. 
| 734 guitars – Wersja standardowa | 734 guitars – Wersja standardowa  | 734 guitars – Wersja standardowa |
| Nr                               | Tytuł utworu                      | Długość                          |
| -------------------------------- | --------------------------------- | -------------------------------- |
| 1.                               | „Manekiny” (oraz Geezy Beats)     | 3:23                             |
| 2.                               | „Chcę cię kupić”                  | 3:30                             |
| 3.                               | „Dotknij”                         | 4:13                             |
| 4.                               | „Moje serce jest na bloku”        | 3:18                             |
| 5.                               | „Rancho” (oraz Vitali)            | 3:19                             |
| 6.                               | „Egoistyczny”                     | 3:32                             |
| 7.                               | „Dior” (oraz Be Vis)              | 3:39                             |
| 8.                               | „Gitara mi gra” (oraz Obi, Bryan) | 3:37                             |
| 9.                               | „Trauma”                          | 3:27                             |
| 10.                              | „Maybach”                         | 2:48                             |
| 11.                              | „Luksusowe relacje”               | 3:58                             |
| 12.                              | „Drunk Tesla”                     | 2:45                             |
| 13.                              | „Ostatni dzień wakacji”           | 3:17                             |
| 14.                              | „December”                        | 3:43                             |
|                                  |                                   | 48:29                            |

## Pozycja na liście sprzedaży

### Pozycja na liście tygodniowej
| Kraj   | Lista (2020)  | Najwyższa pozycja |
| ------ | ------------- | ----------------- |
| Polska | OLiS – albumy | 5                 |